# 閩龍漁60877號事件
閩龍漁60877號事件發生於2024年8月17日，中華人民共和國籍漁船「閩龍漁60877號」在凌晨時與一艘不明漁船發生碰撞事故，導致閩龍漁60877號沉沒。

## 背景
在2024年金門近海快艇翻覆事故發生後，中國海警就經常藉故執行常態化執法巡查行動，並航行至金門地區限制禁止水域，作為應對，中華民國海巡署每日都對中國海警進行監控。
8月17日，中國緯度26度30分以南的東海，伏季休漁期在8月16日剛結束，海上湧入大量漁船，萬船齊發下，海上交通非常擁擠也非常危險。